# Swiftair
Swiftair – hiszpańska linia lotnicza z siedzibą w Madrycie. Głównym hubem jest port lotniczy Madryt-Barajas. Realizuje połączenia cargo oraz czarterowe.

## Flota
Według stanu na czerwiec 2025 flota Air Europa składała się z 44 samolotów o średnim wieku 25,3 lat:
| Samolot         | Samolot | Samolot   | Liczba miejsc | Liczba miejsc | Uwagi              |
| Model           | Aktywne | Zamówione | E             | Łącznie       | Uwagi              |
| --------------- | ------- | --------- | ------------- | ------------- | ------------------ |
| ATR 42          | 4       | –         | –             | –             | Konfiguracja cargo |
| ATR 72          | 18      | –         | 68            | 68            |                    |
| ATR 72          | 18      | –         | –             | –             | Konfiguracja cargo |
| Airbus A321-200 | 3       | –         | –             | –             | Konfiguracja cargo |
| Boeing 737-400  | 6       | –         | –             | –             | Konfiguracja cargo |
| Boeing 737-800  | 10      | 3         | –             | –             | Konfiguracja cargo |
| Boeing 757-200  | 3       | –         | –             | –             | Konfiguracja cargo |
| Łącznie         | 44      | 3         |               |               |                    |